# Martha Cooper
Martha Cooper (Baltimore, 1943) é uma fotojornalista norte-americana. Trabalhou como fotógrafa no New York Post durante a década de 1970  e é mais conhecida por documentar o panorama do grafitti em Nova York nas décadas de 1970 e 1980.
Em 1984, Cooper e Henry Chalfant publicam as suas fotografias de grafitti de Nova York no livro Subway Art, que foi chamado de bíblia do graffiti , em 2009, já tinham vendido meio milhão de cópias.

## Vida e trabalho

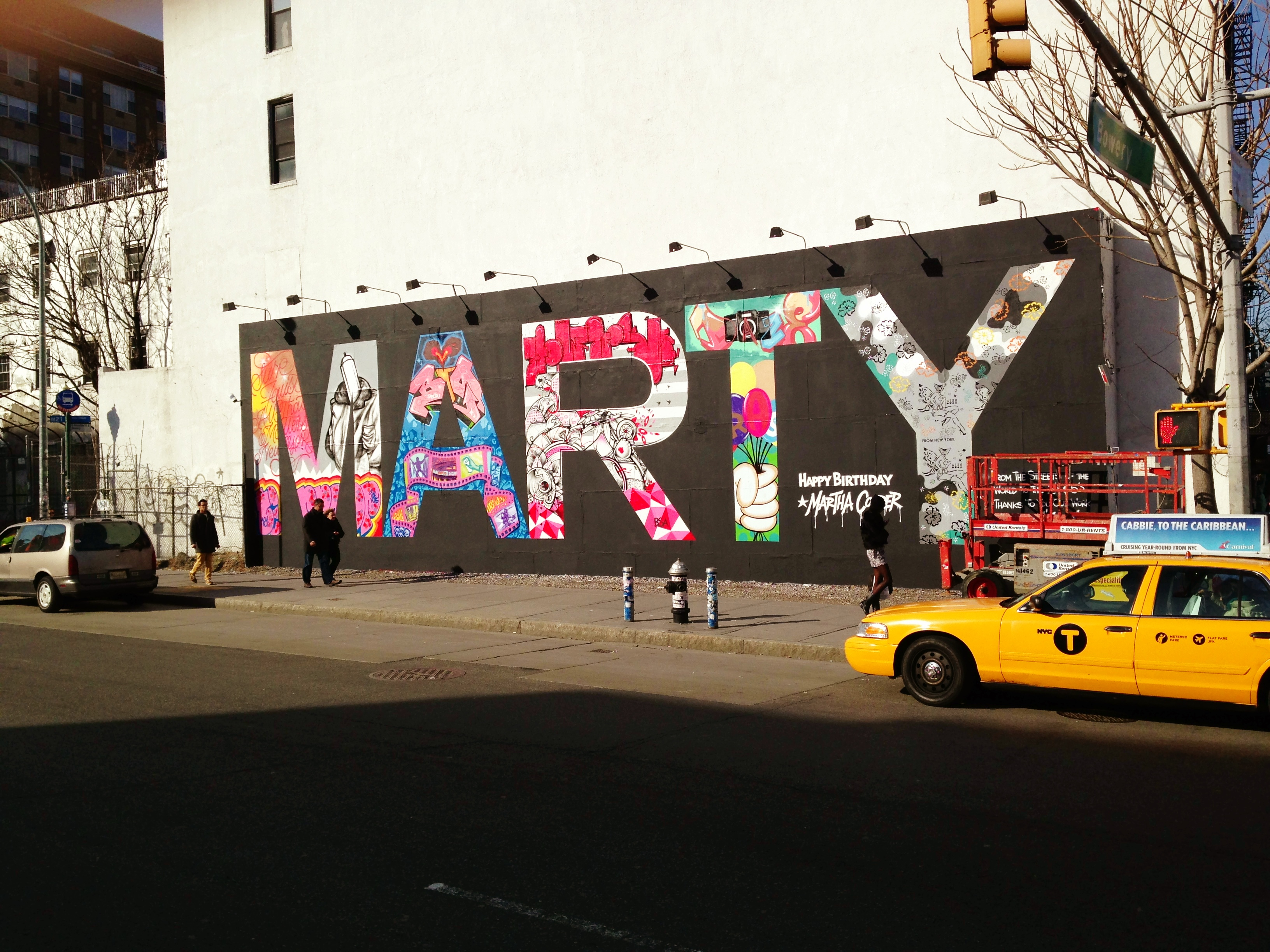
Vários writers e street artists pintaram um tributo a Cooper na Houston Street pelo seu 70º aniversário em março de 2013

Cooper começou a fotografar aos três anos de idade. Terminou o ensino secundário aos 16 anos,  e aos 19 anos forma-se em artes no Grinnell College . Ensinou inglês como voluntária do Corpo de Paz na Tailândia, viajou de moto de Bangkok para Londres e recebeu um diploma de antropologia de Oxford .  A primeira experiência que teve com fotografia artística foi no Japão, onde fotografou tatuagens mais elaboradas.
Foi fotógrafa estagiária na National Geographic na década de 1960 e trabalhou como fotógrafa no New York Post na década de 1970. As suas fotografias foram publicadas em revistas como a National Geographic, Smithsonian e História Natural, assim como em várias dezenas de livros e revistas.
O seu trabalho mais conhecido aborda a temática do graffiti de Nova Iorque das décadas de 1970 e 1980 e começou enquanto trabalhava no New York Post.  No regresso a casa, vinda do trabalho, começou a fotografar crianças no seu bairro de Nova York. Um dia, conheceu um jovem chamado Edwin Serrano (He3) que lhe deu a conhecer alguns graffitis à volta do seu bairro. Serrano ajudou-a a perceber o graffiti enquanto forma de arte e que cada artista estava, na verdade, a escrever a sua alcunha. Foi Serrano que a apresentou ao "rei" do graffiti, Dondi, que foi o primeiro a permitir que ela o acompanhasse - enquanto ele fazia tagging, ela tirava fotos ao seu trabalho.  Após os encontros com Dondi, Cooper ficou fascinada com a subcultura que esses artistas do graffiti  tinham criado em Nova York. Em 1984, publica um livro de fotografias que ilustravam a subcultura do graffiti chamado Subway Art.  Esta obra tornou-se conhecida como a Bíblia da arte urbana .
Na década de 1980 Cooper trabalhou brevemente em Belize, fotografando o povo e os restos arqueológicos da cultura Maia em locais como Nohmul e Cuello. 

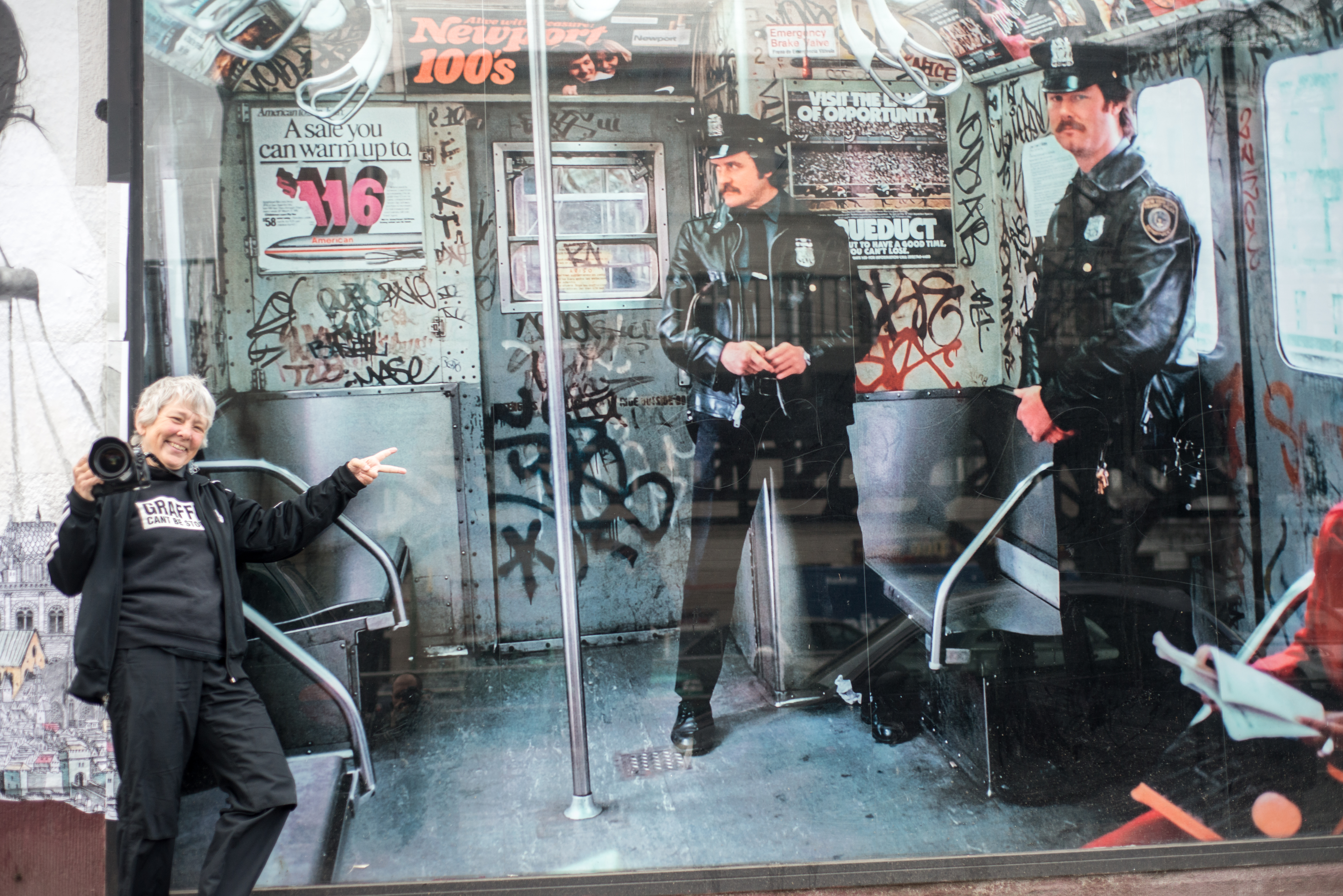
Cooper à frente de uma versão grande da sua fotografia "Two Cops Patrolling Subway, Bronx, NY, 1981", em Berlim em 2014.

Cooper mora em Manhattan, mas trabalha num projeto de fotografia em Sowebo, um bairro no sudoeste de Baltimore .
Ela é diretora de fotografia do City Lore, o New York Center for Urban Folk Culture.

## Publicações
- Subway Art. por Cooper e Henry Chalfant . Thames e Hudson, Londres, 1984; Henry Holt, Nova Iorque, 1984. ISBN   0-03-071963-1
- RIP: New York Spraycan Memorials. Thames e Hudson, 1994. ISBN 0-500-27776-1 ISBN   0-500-27776-1
- Hip Hop Files: Photographs 1979-1984. From Here to Fame, 2004. ISBN 3-937946-05-5 ISBN   3-937946-05-5
- Street Play. From Here to Fame, 2005. ISBN 3-937946-16-0 ISBN   3-937946-16-0
- We B*Girlz. text by Nika Kramer, PowerHouse, 2005. ISBN 1-57687-269-6 ISBN   1-57687-269-6
- Tag Town. Dokument Press, 2007. ISBN 978-9185639052 ISBN   978-9185639052
- New York State of Mind. PowerHouse, 2007. ISBN 1-57687-408-7 ISBN   1-57687-408-7
- Going Postal. Mark Batty, 2009. ISBN 0-9799666-5-5 ISBN   0-9799666-5-5
- Tokyo Tattoo 1970. Dokumento 2012. ISBN 978-9185639274 ISBN   978-9185639274
- Postcards from New York City. Dokument, 2012. ISBN 978-9185639557 ISBN   978-9185639557
- Street photography